# Collogenes
Collogenes là một chi bướm đêm thuộc phân họ Olethreutinae trong họ Tortricidae.

## Các loài
- Collogenes albocingulata Horak, 2006
- Collogenes dascia (Bradley, 1962)
- Collogenes loricata (Diakonoff, 1959)
- Collogenes percnophylla Meyrick, 1931
- Collogenes plumbosa Diakonoff, 1959
- Collogenes pseuta Diakonoff, 1959
- Collogenes squamosa (Diakonoff, 1959)